# Aron Winter
Aron Mohamed Winter (ur. 1 marca 1967 w Paramaribo w Surinamie) – holenderski piłkarz grający na pozycji stopera, defensywnego pomocnika lub rozgrywającego. Z reprezentacją Holandii, w której barwach rozegrał 84 mecze, zdobył mistrzostwo Europy w 1988 roku (jako rezerwowy), brązowe medale Euro 1992 i Euro 2000 oraz dotarł do półfinału Mistrzostw Świata 1998. Był zawodnikiem m.in. S.S. Lazio i łącznie przez dziewięć sezonów Ajaksu Amsterdam, z którym triumfował w rozgrywkach o mistrzostwo Holandii oraz w Pucharze Zdobywców Pucharów i Pucharze UEFA. Kilkakrotnie w czasie swojej kariery miał kłopoty z kibicami w związku z tym, że jest ciemnoskórym Żydem.

## Kariera piłkarska
| Sezon   | Klub             | Rozgrywki            | Mecze | Bramki |
| ------- | ---------------- | -------------------- | ----- | ------ |
| 1985/86 | AFC Ajax         | Eredivisie           | 4     | 1      |
| 1986/87 | AFC Ajax         | Eredivisie           | 28    | 8      |
| 1987/88 | AFC Ajax         | Eredivisie           | 34    | 6      |
| 1988/89 | AFC Ajax         | Eredivisie           | 27    | 6      |
| 1989/90 | AFC Ajax         | Eredivisie           | 32    | 10     |
| 1990/91 | AFC Ajax         | Eredivisie           | 32    | 6      |
| 1991/92 | AFC Ajax         | Eredivisie           | 30    | 9      |
| 1992/93 | S.S. Lazio       | Serie A              | 30    | 6      |
| 1993/94 | S.S. Lazio       | Serie A              | 34    | 4      |
| 1994/95 | S.S. Lazio       | Serie A              | 29    | 5      |
| 1995/96 | S.S. Lazio       | Serie A              | 30    | 6      |
| 1996/97 | Inter Mediolan   | Serie A              | 24    | 0      |
| 1997/98 | Inter Mediolan   | Serie A              | 24    | 0      |
| 1998/99 | Inter Mediolan   | Serie A              | 28    | 1      |
| 1999/00 | AFC Ajax         | Eredivisie           | 34    | 3      |
| 2000/01 | AFC Ajax         | Eredivisie           | 17    | 1      |
| 2001/02 | Sparta Rotterdam | Eredivisie           | 32    | 1      |
| 2002/03 | AFC Ajax         | Eredivisie           | 0     | 0      |
|         |                  | Łącznie w Eredivisie | 270   | 51     |
|         |                  | Łącznie w Serie A    | 199   | 22     |

## Sukcesy piłkarskie
- mistrzostwo Holandii 1990, Puchar Holandii 1987, Puchar Zdobywców Pucharów 1987, finał Pucharu Zdobywców Pucharów 1988 oraz Puchar UEFA 1992 z Ajaksem

W reprezentacji Holandii od 1987 do 2000 roku rozegrał 84 mecze i strzelił 6 goli – mistrzostwo Europy 1988 (jako rezerwowy), III-IV miejsce na Euro 1992 i Euro 2000, IV miejsce na Mistrzostwach Świata 1998 oraz ćwierćfinał Mistrzostw Świata 1994 i Mistrzostw Europy 1996.